# Enginyeria de so
L'enginyeria de so és la branca de l'enginyeria que s'encarrega de l'estudi del fenomen sonor, en tots els camps d'aplicació d'aquest, tals com a l'enregistrament i producció, l'acústica, l'electroacústica, el reforç sonor i el disseny de sistemes electroacústics. Té un camp d'acció en el desenvolupament de projectes d'enginyeria, aplicant tecnologies que interaccionen amb altres disciplines, com l'electrònica, la informàtica, la física, les matemàtiques, la gramàtica musical, entre d'altres, per al disseny i la manipulació de sistemes per a l'enregistrament, processament de senyal, creació i reproducció del so.

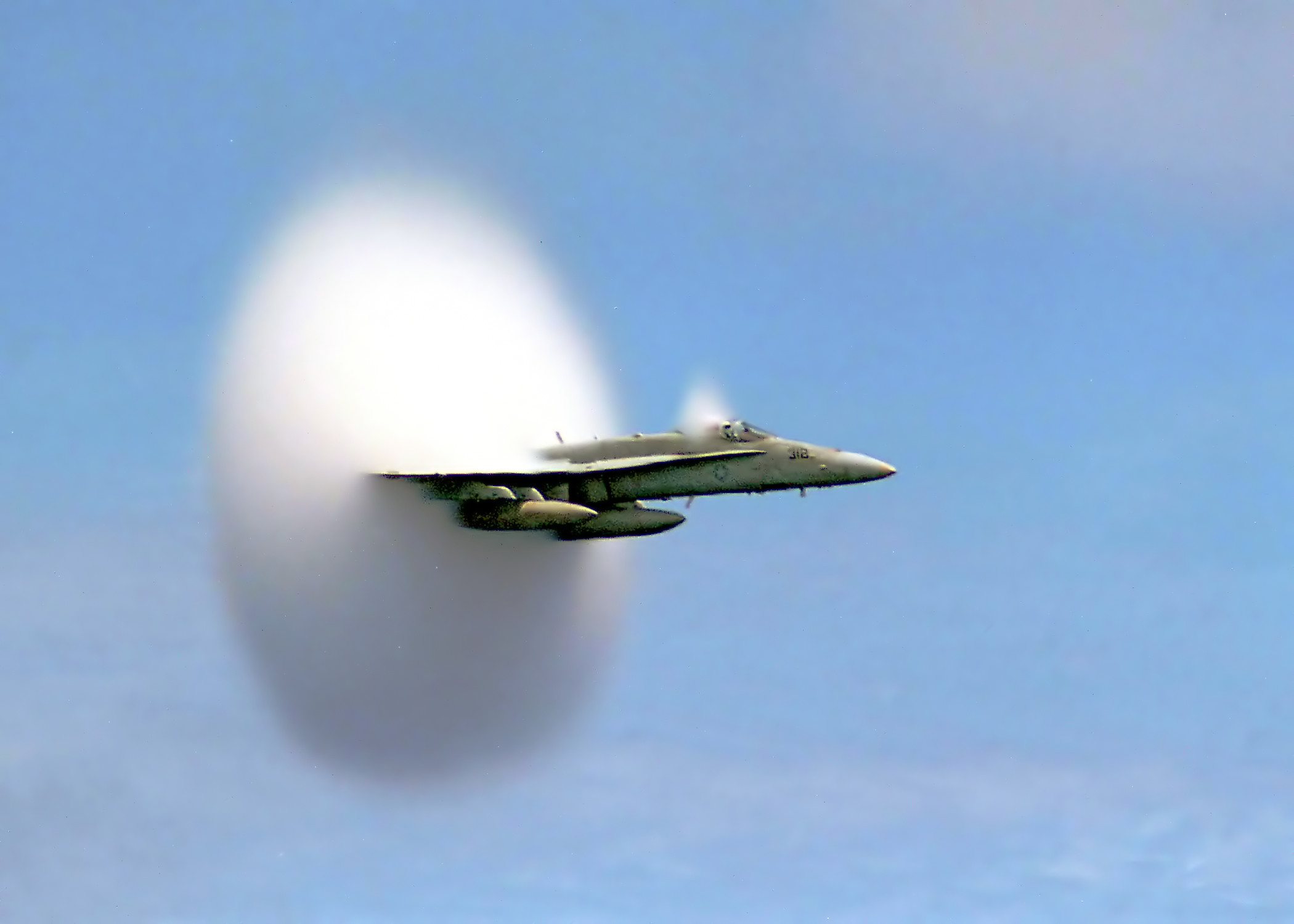
Avió dels Estats Units F/A-18 trencant la barrera del so. L'halo blanc està format per gotes d'aigua condensades a causa del descens de pressió de l'aire al voltant de l'avió.

Un enginyer de so és un professional de la producció i manipulació del so. Les seves funcions van més enllà de l'operació de dispositius i aparells, ja que també és capaç de crear projectes d'enginyeria per al disseny de dispositius de so, utilitzant eines de programari especialitzat. Un projecte recurrent consisteix en el desenvolupament i construcció de sistemes d'enginyeria per a l'aïllament de soroll i condicionament acústic interior de recintes.
Les següents àrees són algunes en les que l'enginyer de so actua: televisors, emissores radials, so en viu, l'enginyeria de disseny acústic, la producció de mitjans audiovisuals, el disseny de banda sonora; les institucions governamentals encarregades de plans i programes de control ambiental; el contrastisme i la invenció i auditoria d'obres.

## Enginyeria Civil Acústica
En l'Enginyeria Civil Acústica, el camp laboral és molt més ampli que només el so. Inclou l'àrea d'àudio, com els estudis d'enregistrament, reforç sonor, televisió, etc., i l'àrea d'indústria i ambient, com el control de soroll i vibracions, acústica arquitectònica, acústica ambiental, entre d'altres.
Els enginyers civils acústics podran actuar competentment en dissenys i en projectes on calgui: enregistrament i reforç sonor, sistemes d'àudio, disminuir emissions de soroll o vibracions, protecció del medi ambient, o condicionament acústic de diferents espais arquitectònics. En aquesta carrera, els estudiants es preparen per resoldre problemes d'enginyeria acústica i de disseny en la seva especialitat, aplicant coneixements de matemàtica, ciències, ciències socials, música, ciències econòmiques i administratives, programació, simulació de sistemes, ciències de l'enginyeria, els fonaments de l'acústica i la tecnologia de l'enginyeria acústica.

## Desencadenants
Les vibracions mecàniques han de ser estudiades en la indústria, així com les conseqüències de tenir equips treballant a alts nivells de vibració, ja que es posa en risc la continuïtat de la producció i la seguretat dels recursos humans.